# کاف لحمر

موقعیت کاف لحمر در نقشه

کاف لحمر (به عربی: کاف لحمر) یک شهرداری در الجزایر است که در استان البیض واقع شده‌است.